# Niederhergheim
Niederhergheim é uma comuna francesa na região administrativa de Grande Leste, no departamento Alto Reno. Estende-se por uma área de 12,53 km². Em 2010 a comuna tinha 1 154 habitantes (densidade: 92,1 hab./km²).